# Naitō Kiyonari
Naitō Kiyonari est un nom japonais traditionnel ; le nom de famille (ou le nom d'école), Naitō, précède donc le prénom (ou le nom d'artiste).
Naitō Kiyonari (内藤 清成, Naitō Kiyonari, 1555-1608) était un seigneur de guerre et un daimyo du début de la période Edo. Il était la première génération de la famille Naitō du futur domaine Takatō.

## Biographie
Naitō Kiyonari est né à Okazaki, dans la province de Mikawa, en 1555. Il est le fils de Taketa Munenaka. Il a été adopté par Naitō Tadamasa et prend la tête du clan à 19 ans à la mort de son père adoptif. Il est convoqué par Tokugawa Ieyasu à Hamamatsu et gagne sa confiance: en 1580, il est nommé précepteur de Tokugawa Hidetada (alors âgé de 2 ans, Kiyonari en avait 26). Au Nouvel An 1590, il accompagne Hidetada à la capitale, Edo (l'actuelle Tokyo).
La même année, lorsque Ieyasu est transféré dans la région du Kanto sur ordre de Toyotomi Hideyoshi, Kiyonari conduit une batterie de canons à Edo et établit un camp près de l'intersection de la route de Kōshū et ce celle de Kamakura), où il construit une tour de guet. En septembre de la même année, Ieyasu lui offre un grand manoir d'environ 200 000 tsubo (soit 66 hectares) au village de Yoyogi. 
Après son arrivée à Edo, Kiyonari a exercé diverses magistratures au début du shogunat Tokugawa avec son collègue Aoyama Tadanari, qui avait servi sous Hidetada. En 1600, il suit Hidetada à la bataille d'Ueda et à la bataille de Sekigahara.
En 1592, il avait reçu 5 000 Kokus dans la province de Sagami, et en 1601, il reçoit 16 000 kokus supplémentaires dans les provinces de Hitachi, Kamisusa et Shimosusa, ce qui porte son total à 21 000 kokus et fait de lui un daimyo.
En janvier 1606, Naitō Kiyonari et Aoyama Tadanari sont suspendus de leurs postes de magistrats de la région du Kanto et assignés à résidence par Hidetada, en raison d'une affaire de chasse dans un terrain interdit. Naitō Kiyonari s'en sort à bon compte mais doit se retirer des affaires politiques par la suite.
Il meurt de maladie à l'âge de 54 ans en 1608 à Edo. Son fils aîné, Naitō Kiyotsugu, lui succède.